# Dragan Kresoja
Dragan Kresoja (Драган Кресоја en alphabet cyrillique serbe), né le 23 mars 1946 à Belgrade et décédé le 6 novembre 1996  dans la même ville, est un réalisateur serbe.
Après avoir travaillé en tant que réalisateur assistant sur des téléfilms pour la télévision yougoslave dans les années 1970, il devient réalisateur au début des années 1980. Deux de ses films ont été nommés aux Oscars dans la catégorie meilleur film étranger, The End of War en 1984 et The Original of the Forgery  en 1991.

## Filmographie
- 1983 : Još ovaj put
- 1984 : The End of War (Kraj rata)
- 1987 : Oktoberfest
- 1991 : The Original of the Forgery (Original falsifikata)
- 1993 : Full Moon Over Belgrade (Pun mesec nad Beogradom)
- 1995 : Tamna je noć